# Leptalacris fastigiata
Leptalacris fastigiata är en insektsart som beskrevs av Marius Descamps och David M. Rowell 1978. Leptalacris fastigiata ingår i släktet Leptalacris och familjen gräshoppor. Inga underarter finns listade i Catalogue of Life.